# Église Sainte-Geneviève-de-la-Plaine
L'église Sainte-Geneviève-de-la-Plaine, affectée au culte catholique, est située à La Plaine Saint-Denis, le long de l'Estrée, une ancienne route qui allait de Paris à Saint-Denis en suivant le parcours de la Nationale 1. Elle est consacrée à sainte Geneviève. La messe dominicale est célébrée à 10h00.

## Description
Cet édifice construit selon un plan longitudinal est orienté vers l’ouest. Il est surmonté d'un clocher-porche en façade tandis que la nef se termine par un chevet semi-circulaire.

## Histoire

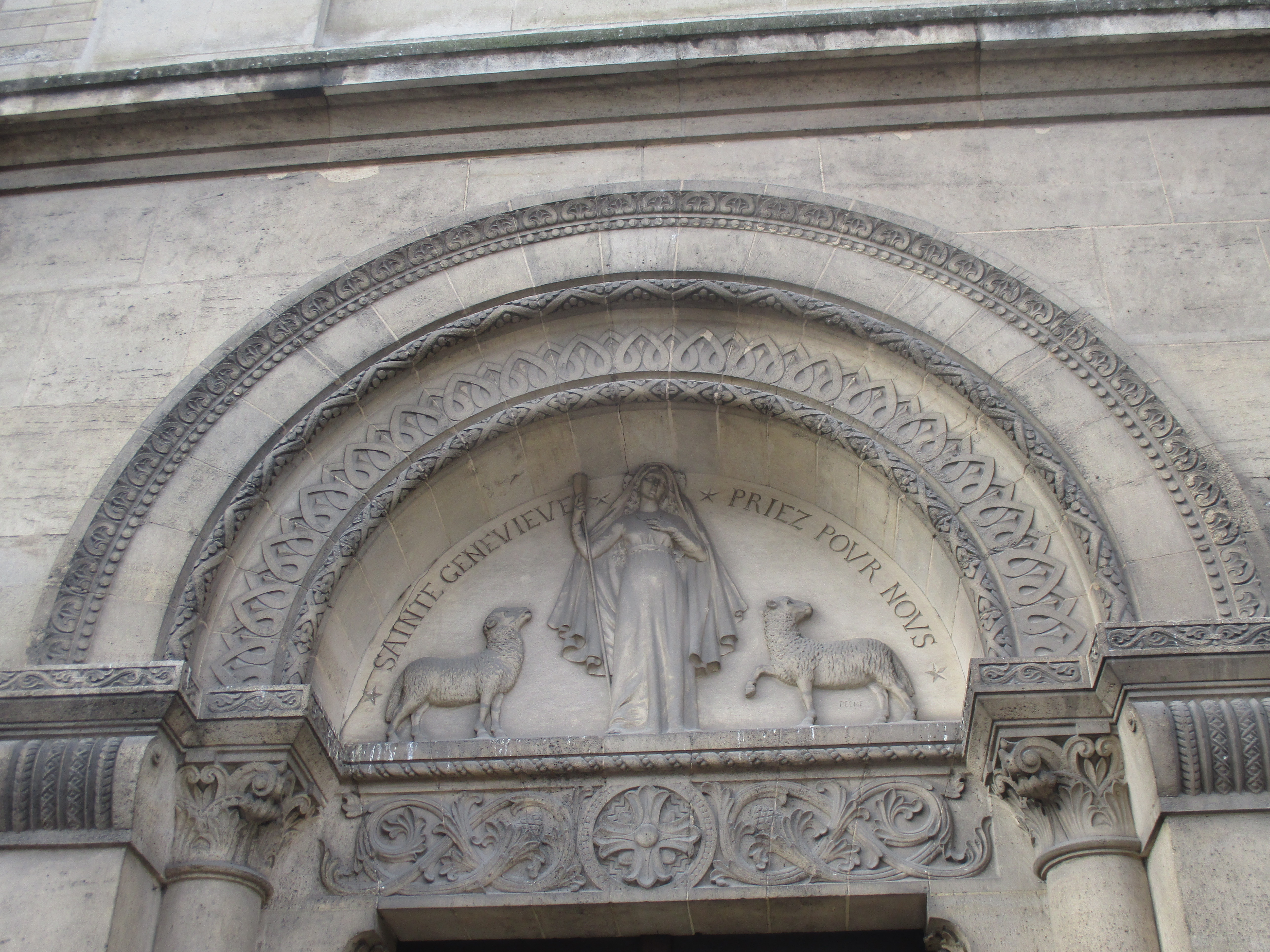
Tympan de l'église Sainte-Geneviève.

Elle remplace l'ancienne église de la Plaine, de l'autre côté de l'avenue du Président Wilson, à l'angle de l'allée Saint-Just, trop exiguë et fragile, et qui fut détruite vers 1900. Elle a été reconstruite au frais de la fabrique, par l'architecte Eugène Homberg à partir de 1899, pour un coût de 190 749 francs sur un terrain de 795 mètres carrés, et inaugurée le 13 octobre 1901.
Le projet de construction s'étend de 1860 à 1902. La première pierre est posée en 1863.
Située au cœur d'un quartier industriel en plein développement et à proximité la Petite Espagne, cette zone urbaine où de nombreux ouvriers espagnols s'installèrent au début du XXe siècle pour aller travailler dans les usines de chimie et de sidérurgie des environs, l'église eut de nombreux prêtres et fidèles de cette nationalité.
Elle fut endommagée par les bombardements de la Seconde Guerre mondiale. Par la suite, les Clarétains de la chapelle du Real Patronato Santa Teresa de Jesús, rue de la Justice vinrent y officier à partir de 1975.
Elle ne doit pas être confondue avec l'ancienne église Sainte-Geneviève, qui disparaît au XVIIe siècle lors de la construction de l'église des Trois-Patrons.

## Croix Penchée
En face de l’église se trouvait la rue de la Croix-Penchée, renommée avenue de la Métallurgie dans les années 1990.
La Croix Penchée était aussi appelée la Seconde Croix, ou Deuxième Grosse Croix, du chemin pavé de Saint-Denis à Paris. Une gravure anonyme du milieu du XVIIIe siècle la décrit sur un socle hexagonal surmonté d'une croix.
Contrairement à ce que la rue de la Montjoie, toute proche, pourrait faire croire, il s'agissait d'une croix ordinaire.
D’après l'historienne Anne Lombard-Jourdan, cet emplacement marquait la limite entre l'oppidum de Paris et la plaine du Lendit.
Son inclinaison est attribuée à un miracle survenu en 1274, lorsque celle qui était jusqu'ici dénommée la Croix aux Fins (Crux ad fines) s'inclina en signe de respect devant un calice contenant une hostie consacrée, dérobé en l'église Saint-Gervais et dissimulé à ses pieds. Cet endroit marquait la séparation entre les voiries et justices de Paris et Saint-Denis.

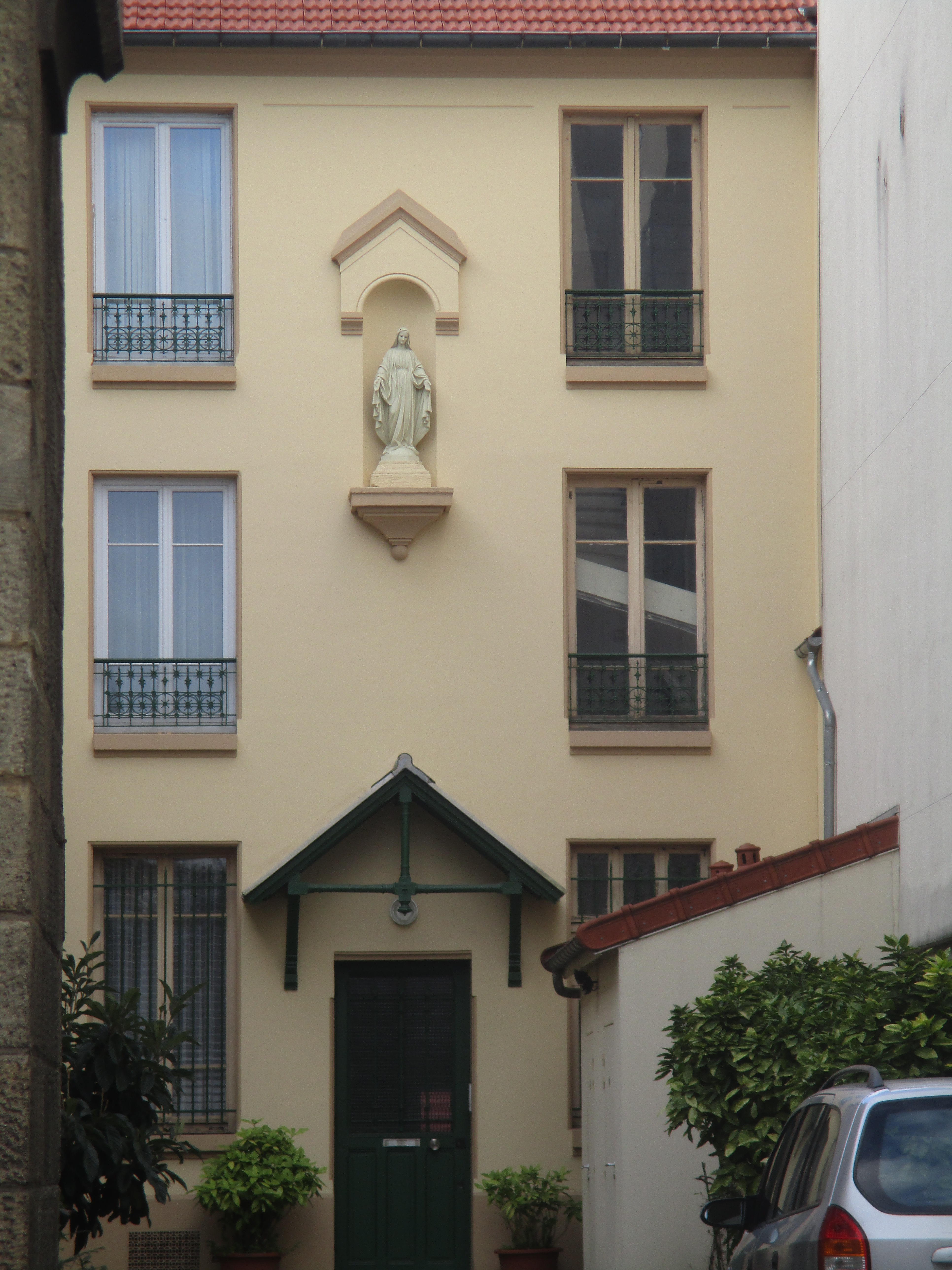
Maison paroissiale Sainte-Geneviève.